# Jonny Mosquera
Jonny Mosquera (Medellín, Colombia; 17 de febrero de 1991) es un futbolista colombiano. Juega de centrocampista

## Trayectoria
Se inició en 2009 en las divisiones inferiores del Envigado F. C., equipo de la categoría Primera A colombiana, hasta el año 2013. Luego fue contratado por el Livorno de la Serie B del fútbol de Italia. En 2015 vuelve al Envigado F. C., donde realiza una excelente campaña para ser tenido en cuenta a mediados del 2016 por el América de Cali de la Primera B, quien lo contrató para su proyecto de ascenso.

### Avaí
El 18 de marzo de 2019 se confirma que rescindió su contrato con el América de Cali para firmar con el Avaí FC de la Campeonato Brasileño de Serie A. Debuta el 30 de marzo en la victoria 2 por 0 sobre Atlético Tubarão jugando todo el partido. Al final del 2019 descendió de categoría.

## Clubes
| Club            | País     | Año         |
| --------------- | -------- | ----------- |
| Envigado F. C.  | Colombia | 2009 - 2013 |
| Livorno         | Italia   | 2013 - 2015 |
| Envigado F. C.  | Colombia | 2015 - 2016 |
| América de Cali | Colombia | 2016 - 2019 |
| Avaí            | Brasil   | 2019        |
| Águilas Doradas | Colombia | 2020        |

## Estadísticas
| Club                       | Div                 | Temporada           | Liga  | Liga  | Copa Nacional | Copa Nacional | Copa Internacional | Copa Internacional | Total | Total |
| Club                       | Div                 | Temporada           | Part. | Goles | Part.         | Goles         | Part.              | Goles              | Part. | Goles |
| -------------------------- | ------------------- | ------------------- | ----- | ----- | ------------- | ------------- | ------------------ | ------------------ | ----- | ----- |
| Envigado F. C. · Colombia  | 1ª                  | 2009                | 4     | 0     | 0             | 0             | -                  | -                  | 4     | 0     |
| Envigado F. C. · Colombia  | 1ª                  | 2010                | 10    | 0     | 2             | 0             | -                  | -                  | 12    | 0     |
| Envigado F. C. · Colombia  | 1ª                  | 2011                | 21    | 0     | 0             | 0             | -                  | -                  | 21    | 0     |
| Envigado F. C. · Colombia  | 1ª                  | 2012                | 32    | 1     | 3             | 0             | 4                  | 0                  | 39    | 1     |
| Envigado F. C. · Colombia  | 1ª                  | 2013                | 14    | 0     | 1             | 0             | 0                  | 0                  | 15    | 0     |
| Envigado F. C. · Colombia  | Total               | Total               | 81    | 1     | 6             | 0             | 4                  | 0                  | 91    | 1     |
| Livorno · Italia           | 1ª                  | 2013-14             | 7     | 0     | 0             | 0             | -                  | -                  | 7     | 0     |
| Livorno · Italia           | 2ª                  | 2014-15             | 14    | 0     | 0             | 0             | -                  | -                  | 14    | 0     |
| Livorno · Italia           | Total               | Total               | 21    | 0     | 0             | 0             | 0                  | 0                  | 21    | 0     |
| Envigado F. C. · Colombia  | 1ª                  | 2015                | 3     | 0     | 0             | 0             | -                  | -                  | 3     | 0     |
| Envigado F. C. · Colombia  | 1ª                  | 2016                | 15    | 0     | 1             | 0             | -                  | -                  | 16    | 0     |
| Envigado F. C. · Colombia  | Total               | Total               | 18    | 0     | 1             | 0             | 0                  | 0                  | 19    | 0     |
| América de Cali · Colombia | 2ª                  | 2016                | 11    | 0     | 0             | 0             | -                  | -                  | 11    | 0     |
| América de Cali · Colombia | 1ª                  | 2017                | 28    | 0     | 1             | 0             | -                  | -                  | 29    | 0     |
| América de Cali · Colombia | 1ª                  | 2018                | 18    | 0     | 2             | 0             | 0                  | 0                  | 20    | 0     |
| América de Cali · Colombia | 1ª                  | 2019                | 5     | 0     | 1             | 0             | -                  | -                  | 6     | 0     |
| América de Cali · Colombia | Total               | Total               | 62    | 0     | 4             | 0             | 0                  | 0                  | 66    | 0     |
| Avaí · Brasil              | 1ª                  | 2019                | 6     | 0     | 1             | 0             | -                  | -                  | 7     | 0     |
| Avaí · Brasil              | Total               | Total               | 6     | 0     | 1             | 0             | 0                  | 0                  | 7     | 0     |
| Total en su carrera        | Total en su carrera | Total en su carrera | 188   | 1     | 12            | 0             | 4                  | 0                  | 204   | 1     |

## Palmarés

### Campeonatos nacionales
| Título    | Club            | País     | Año  |
| --------- | --------------- | -------- | ---- |
| Primera B | América de Cali | Colombia | 2016 |